# پادشاهی مجارستان (۱۳۰۱–۱۵۲۶)

نشان دودمان پادشاهی مجارستان ویژهٔ لایوش یکم

پادشاهی مجارستان در سده‌های میانی پایانی در آغاز قرن چهاردهم میلادی دوران فترت را تجربه می‌کرد. ولی سرانجام دستگاه پادشاهی با برآمدن کاروی یکم (۱۳۰۸-۱۳۴۲ میلادی) -که از دودمان کاپتی آنژو بود- قدرت خویش ر بازیافت. معدن‌های زر و سیم بازگشایی شد و مجارستان صادرکنندهٔ این فلزات گرانبها به یک سوم جهان گردید. لایوش یکم (۱۳۴۲-۱۳۸۲) کشور را به اوج خود رساند، او لشکرکشی‌های چندی را به انجام رسانید از جمله به دوک‌نشین بزرگ لیتوانی و جنوب ایتالیا. پادشاهی ژیگموند (۱۳۸۷-۱۴۳۷) مصادف شد با گسترش امپراتوری عثمانی در درون خاک اروپا و درگیری پیوسته با مجارستان. 
در زمان پادشاهی لایوش دوم (۱۵۱۶-۱۵۲۶) که در ده‌سالگی به پادشاهی رسید، کشور از فساد و سوء مدیرین و بی‌پولی رنج می‌برد. در ۱۵۲۱ میلادی سلطان سلیمان یکم پی به ضعف مجارها برد و مرزهای ایشان لشکر کشید. در ۱۵۲۶ میلادی و در نبرد موهاچ ترکان عثمانی با حدود ۱۰۰ هزار نیرو بر ۲۶هزار مدافع مجار تاختند، مجارها شکست خونینی خوردند، بیست هزار تن از ایشان کشته شدند که خود پادشاه لایوش هم در هنگام عقب‌نشینی طی حادثه‌ای جان‌باخت.